# پرستوی صخره پرئوس
پرستوی صخره پرئوس (نام علمی: Petrochelidon preussi) نام یک گونه از سرده پرستوهای صخره است.